# Orden Tudor Vladimirescu

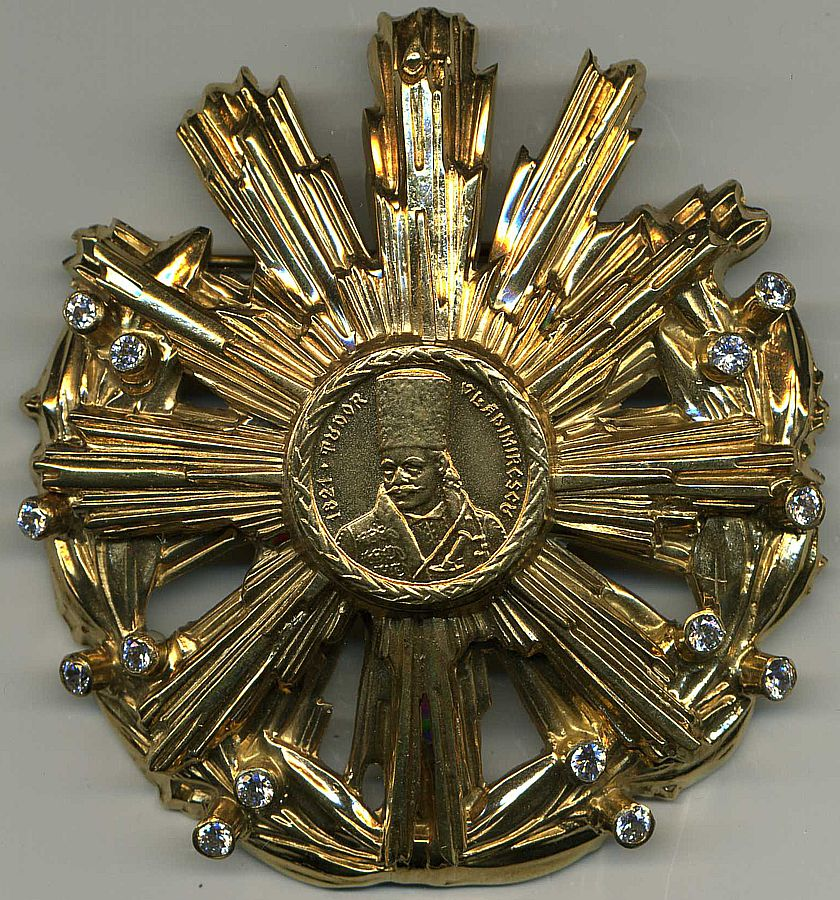
1. Klasse

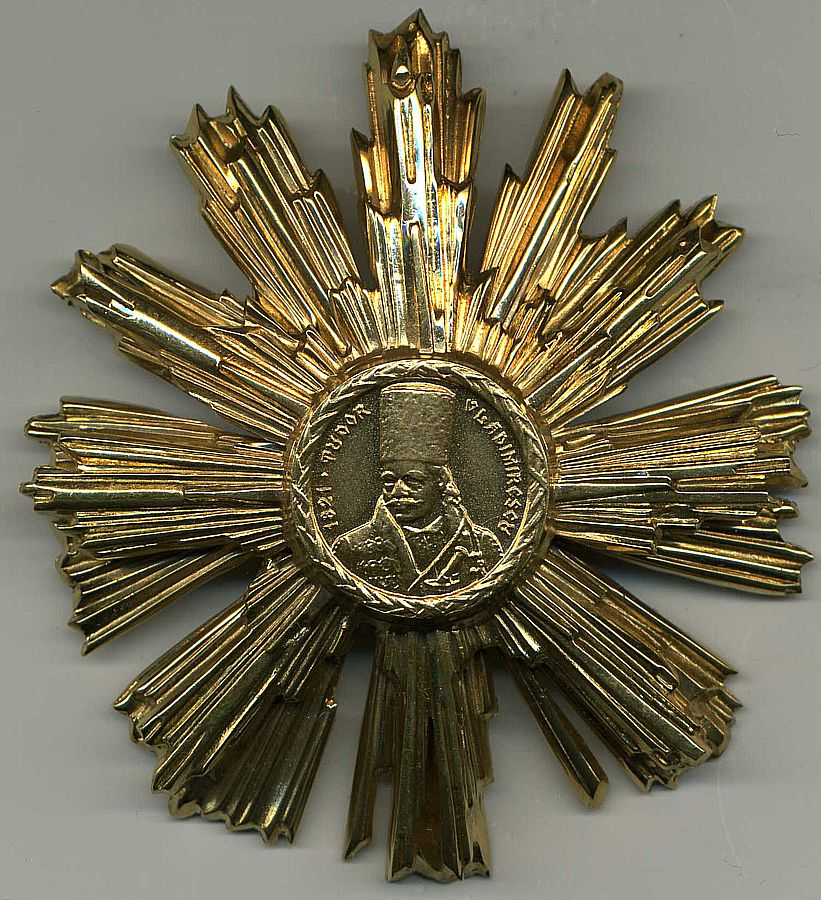
2. Klasse

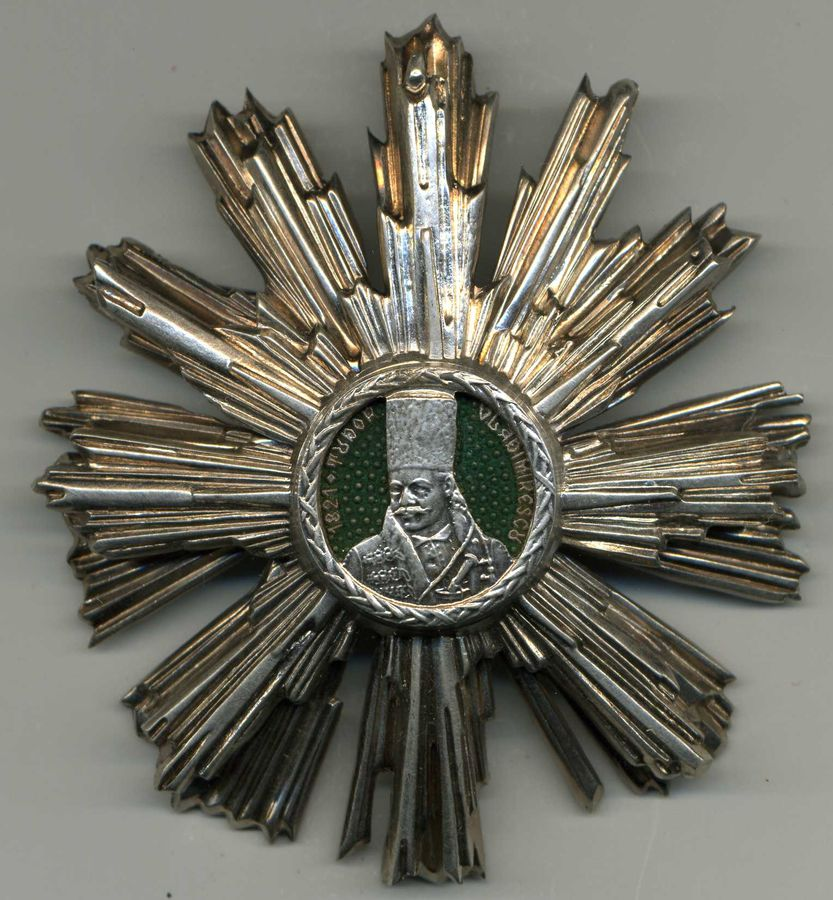
3. Klasse

Der Orden Tudor Vladimirescu (rumänisch Ordinul Tudor Vladimirescu) wurde am 13. April 1966 mit Dekret Nr. 272-C.S. des Präsidenten des Staatsrates für besondere Verdienste bei der Erringung und Verteidigung der sozialen und staatlichen Ordnung gestiftet. Die Stiftung wurde im Buletin Oficial Nr. 16 veröffentlicht.
Der Orden wurde an Personen verliehen, die durch Teilnahme am revolutionären Kampf einen bedeutenden Beitrag zur Erlangung der demokratischen Freiheiten und zur Gründung des Sozialismus geleistet haben. Des Weiteren wurde er an In- und Ausländer verliehen, die im internationalen politischen Leben einen besonderen Beitrag zur Förderung der Prinzipien der internationalen Zusammenarbeit, zur Erhaltung der internationalen Sicherheit und des Friedens sowie für die Entwicklung der Beziehungen der Freundschaft und Zusammenarbeit mit der Sozialistischen Republik Rumänien geleistet haben.

## Ordensklassen
Der Orden besteht aus fünf Klassen:
- 1. Klasse – Gold mit Steinen
- 2. Klasse – Gold
- 3. Klasse – Silber
- 4. Klasse – Altsilber
- 5. Klasse – Bronze

Zu einem nicht bekannten Zeitpunkt wurde eine Sonderstufe für ausländische Staatsoberhäupter und Würdenträger gestiftet, wozu das Ordenszeichen der 1. Klasse als Bruststern und das Zeichen der 2. Klasse in verkleinerter Form als Schulterbanddekoration getragen wurde.

## Ordensdekoration
Der vom rumänischen Bildhauer Nestor Culluri entworfene Orden hat die Form eines Sternes mit zehn ungleichmäßigen Strahlenbündel. Im lorbeerumkränzten Medaillon befindet sich das Brustbild des Tudor Vladimirescu mit der Umschrift 1821 TUDOR VLADIMIRESCU. Der Hintergrund des Medaillons variiert je nach Klasse.
Das Ordenszeichen der 1. Klasse ist rötlich vergoldet. In den unteren sieben Strahlen des Sternes ist ein nach oben offener Lorbeerkranz eingeflochten, auf dem sich links und rechts je sieben a´jour gefasste Steine befinden. Der Hintergrund des Medaillons hat die Farbe des Sternes. Das Ordenszeichen der 2. Klasse entspricht dem der 1. Klasse, jedoch ohne Lorbeerkranz und ohne Steine. Die dritte Klasse entspricht in der Form der 2. Klasse, jedoch ist der Hintergrund des Medaillons grün emailliert. Bei der vierten Klasse ist der Medaillonhintergrund rot und bei der 5. Klasse orange emailliert.
Für Damen existierten die Ordenszeichen in reduzierter Größe.

## Trageweise
Für die Interimsspange existierten folgende Bänder:
- 1. Klasse: rot mit einem goldenen 7 mm breiten Mittelstreifen
- 2. Klasse: rot mit zwei goldenen 3 mm breiten Mittelstreifen
- 3. Klasse: rot mit drei goldenen 2 mm breiten Mittelstreifen
- 4. Klasse: rot mit vier goldenen 1,5 mm breiten Mittelstreifen
- 5. Klasse: ror mit fünf goldenen 1,5 mm breiten Mittelstreifen